# Eck (Isen)
Eck ist ein Gemeindeteil des Marktes Isen im oberbayerischen Landkreis Erding.

## Lage
Der Weiler Eck liegt eine Kilometer nördlich des Isener Marktplatzes in der Gemarkung Westach.

## Bevölkerungsentwicklung
Um 1950 lebten in Eck 34 Einwohner. Bis 1987 fiel die Bevölkerungszahl auf 14 Einwohner in fünf Wohngebäuden, von denen eins in zwei Wohnungen aufgeteilt war.
| Jahr      | 1871 | 1925 | 1950 | 1970 | 1987 |
| Einwohner | 13   | 14   | 34   | 17   | 14   |